# Édouard Brahy-Prost
Édouard Brahy-Prost, né à Liège le 8 novembre 1847 et mort dans sa ville natale le 1er août 1914, est un négociant en vin et collectionneur belge. Il est également trésorier (1892-1902), vice-président (1903) et président (1904) de l'Institut archéologique liégeois.

## Biographie
Édouard Nicolas Victor Brahy, né à Liège en 1847, tient le goût des arts de son père, « fervent amateur de vieux tableaux ». Distillateur et marchand de vin de profession,, le jeune homme épouse Marie-Anne Prost en août 1872 et modifie son nom de famille à Brahy-Prost. Le couple a trois enfants : Édouard Paul Brahy (1873-1919),, Eva Brahy (1875-1941), et Amédée Brahy (1885-1944),. Le père communique son goût des arts à ses deux fils, mais « métamorphosé en don musical » selon l'expression utilisée par Albert de Neuville. En effet, le fils aîné d'Édouard est un célèbre chef d'orchestre, mort prématurément.  
Édouard Brahy est surtout reconnu comme « un collectionneur éminent qui, pendant un demi siècle, acquiert pour son bel hôtel de Féronstrée, des tableaux, gravures, meubles et bibelots de grande qualité ». Albert de Neuville présente les trouvailles du collectionneur en ces termes : « Le délicieux mobilier liégeois du xVIIIe siècle, que les manuels des arts décoratifs méconnaissaient alors, lui livra ses trésors de buffets, de commodes et d'armoires magistralement sculptés. Des pendules et des porcelaines que leurs propriétaires trouvaient démodées, des tableaux empoussiérés, des dessins oubliés dans des cartons réclamèrent son examen et ses achats. Il faisait revivre ces trouvailles dénichées avec le flair du connaisseur dans l'atmosphère propice de sa demeure d'art ». Qui plus est, il remarque que, « bientôt aussi, M. Brahy devient le mécène que consultent les archéologues, les artistes, les amateurs ».  

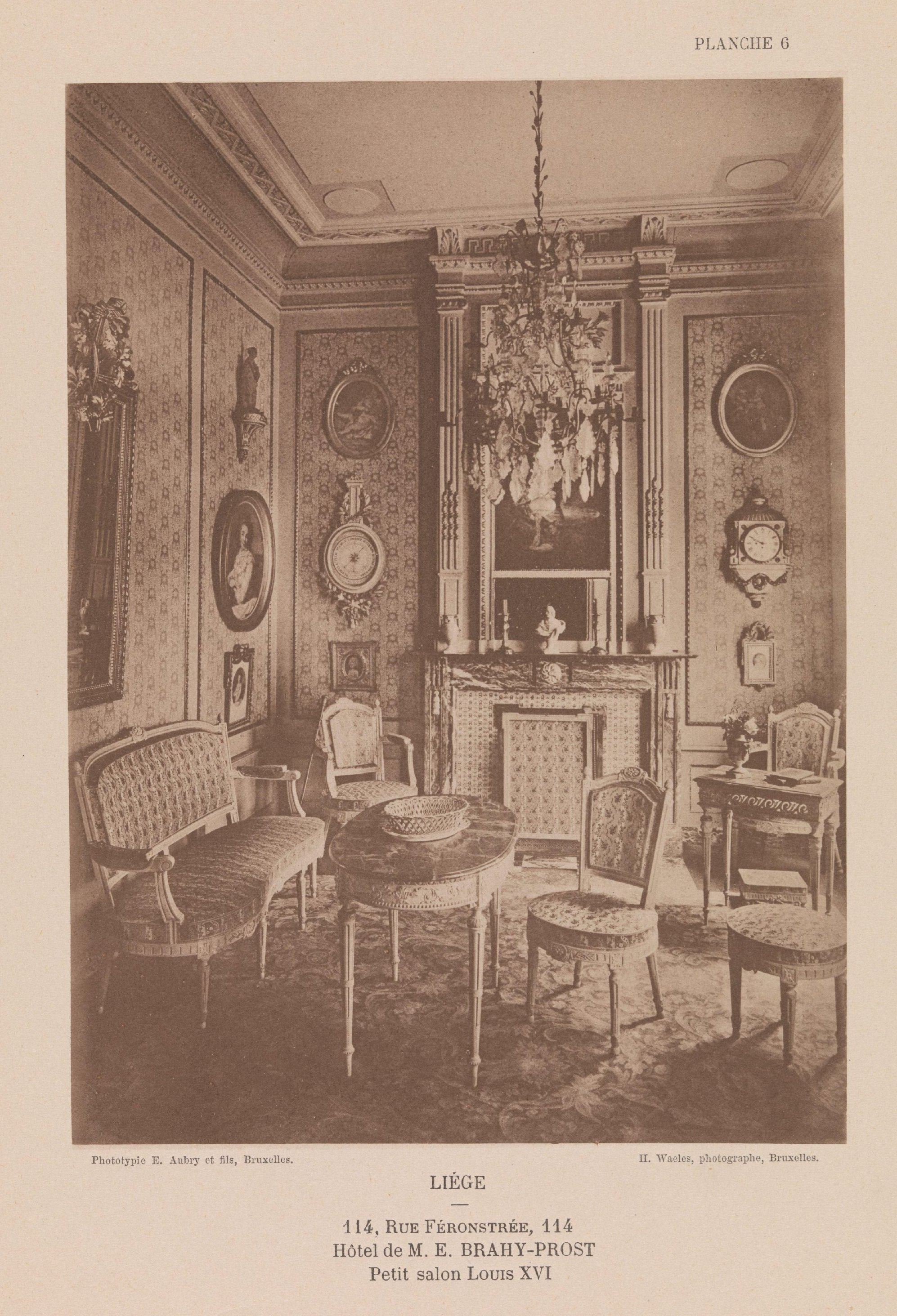
Petit salon, style Louis XVI, de l'hôtel Brahy-Prost vers 1893-1898.

Le marchand-collectionneur est également membre de la Commission royale des Sites et Monuments, de la Commission du musée des Beaux-Arts de Liège et des principaux cercles d'art de Liège,,, exerçant « ses fonctions avec une activité dévouée, plein d'initiative, de méthode et de lumière ». Il est l'un des principaux organisateurs de l'exposition d'Art ancien qui se tient durant l'Exposition universelle de Liège de 1905,,. Enfin, il occupe les fonctions de trésorier (1892-1902), vice-président (1903) et président (1904) de l'Institut archéologique liégeois,,. En 1893, le peintre et professeur de l'Académie royale des Beaux-Arts de Liège Adrien de Witte brosse son portrait au pastel.  
Édouard Brahy-Prost décède le 1er août 1914 à Liège,. Une partie importante de sa collection est mise en vente aux enchères à Bruxelles en mai 1920,,. Lors de cette vente, la ville de Liège acquiert divers œuvres d'art et d'orfèvrerie, dont une esquisse d'un Christ en croix de Jean-Guillaume Carlier, un tableau de Walthère Damery (d) intitulé Bergère tenant une couronne de fleurs, une esquisse de La conversion de saint Paul de Bertholet Flémal, une Mater Dolorosa de Nicolas Lafabrique, un portrait de Théodore-Edmond Plumier et Le Triomphe de Jules César de Gérard de Lairesse.

## Distinctions
- Chevalier de la Légion d'honneur[9],[14],[10].